# 1842 en architecture
| Années de l'architecture : 1839 - 1840 - 1841 - 1842 - 1843 - 1844 - 1845    |
| Décennies de l'architecture : 1810 - 1820 - 1830 - 1840 - 1850 - 1860 - 1870 |

Cet article présente les faits marquants de l'année 1842 en architecture.

## Réalisations
- Fin de la restauration de l'abbaye d'Hautecombe sous la conduite de l'architecte Ernesto Melano, pour le compte de Marie-Christine de Bourbon-Siciles.
- Viaduc ferroviaire de Jezernice, en Tchéquie.

## Événements
- x

## Récompenses
- Prix de Rome : Philippe Titeux.

## Naissances
- 15 décembre : George Keller († 1935).

## Décès
- x